# Isotoma persea
Isotoma persea är en urinsektsart som beskrevs av John L. Wray 1952. Isotoma persea ingår i släktet Isotoma och familjen Isotomidae. Inga underarter finns listade i Catalogue of Life.